# Kyjanice
Kyjanice (německy Kijanitz) jsou zaniklá německá osada, součást dnešní obce Kozlov v okrese Olomouc. Poprvé se připomínají k roku 1548. Kyjanicemi protéká potok Kyjanka.

## Popis
Býval zde vrchnostenský vodní mlýn, později vodní pila. Majitelem byla rodina Švarcova. Před okny obytného domu stála až do vzniku první republiky socha Josefa II. V roce 1892 mlýn i pilu koupil František Losert. Byl tu i hostinec, obchod a německá obecná škola. V roce 1946 byli Němci vysídleni z Československa. Mlýn později zanikl a pila byla zrušena po druhé světové válce. V poválečných letech zde žilo několik rodin a postupně se odstěhovaly. Po invazi v roce 1968 zde byly usídleny rodiny sovětských důstojníků, po jejich odchodu osada postupně zanikla. Dnes ji připomíná pouze torzo kamenného kříže a několik zbytků zdiva zarostlých lesem.

## Kamenný kříž v Kyjanicích
V roce 1862 zde byl vztyčen vysoký kamenný kříž s korpusem Ukřižování Krista a reliéfem Panny Marie Bolestné. Dnes je z něj torzo u silnice 441.

## Další informace
Nedaleko bývalé obce stojí památník Zákřovský Žalov, který je připomínkou tragických událostí ve vzdálenější vesnici Zákřov z konce druhé světové války. Dnes je kulturní památkou.

## Fotogalerie

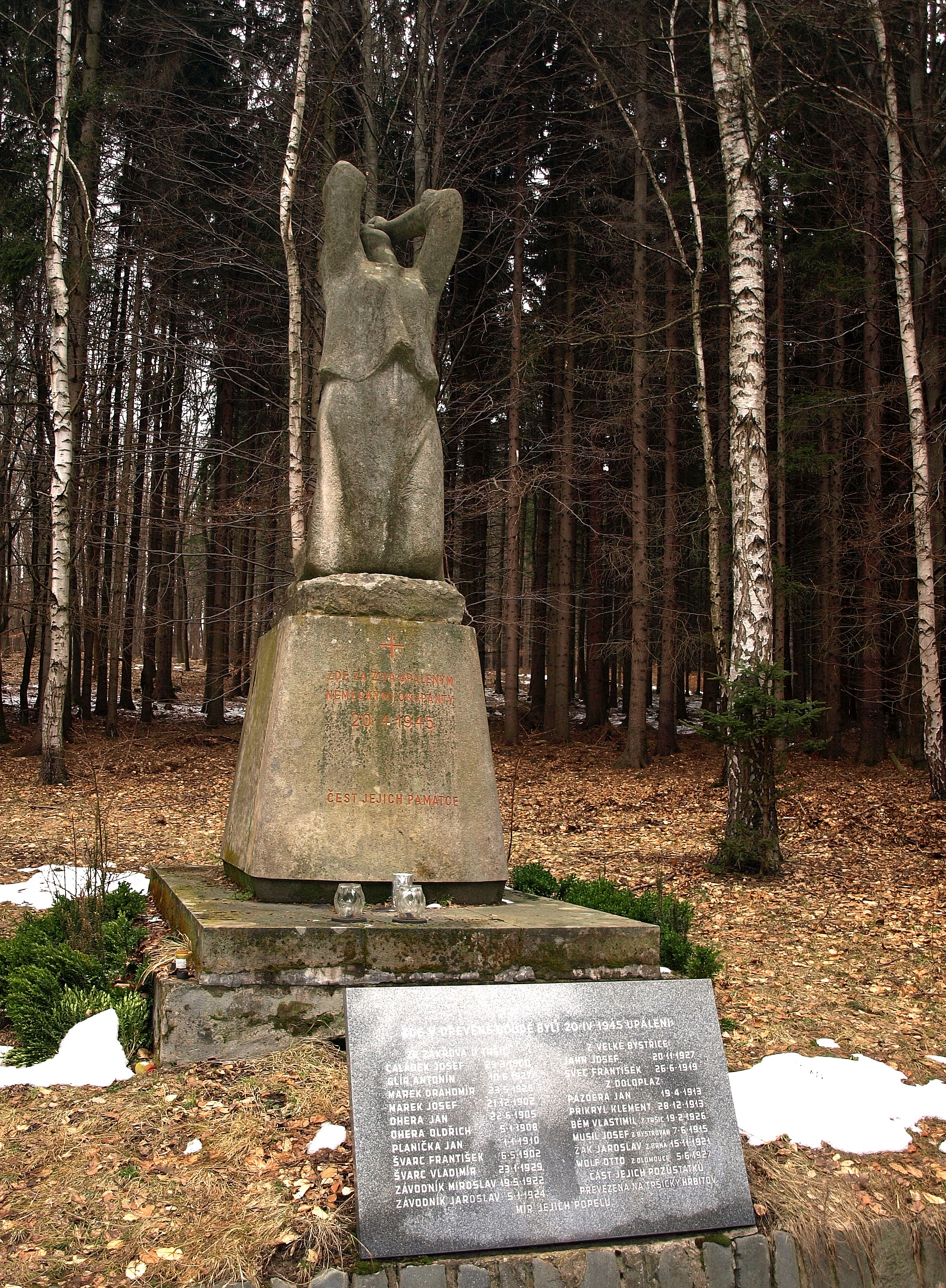
Pomník Zákřovský Žalov u Kozlova
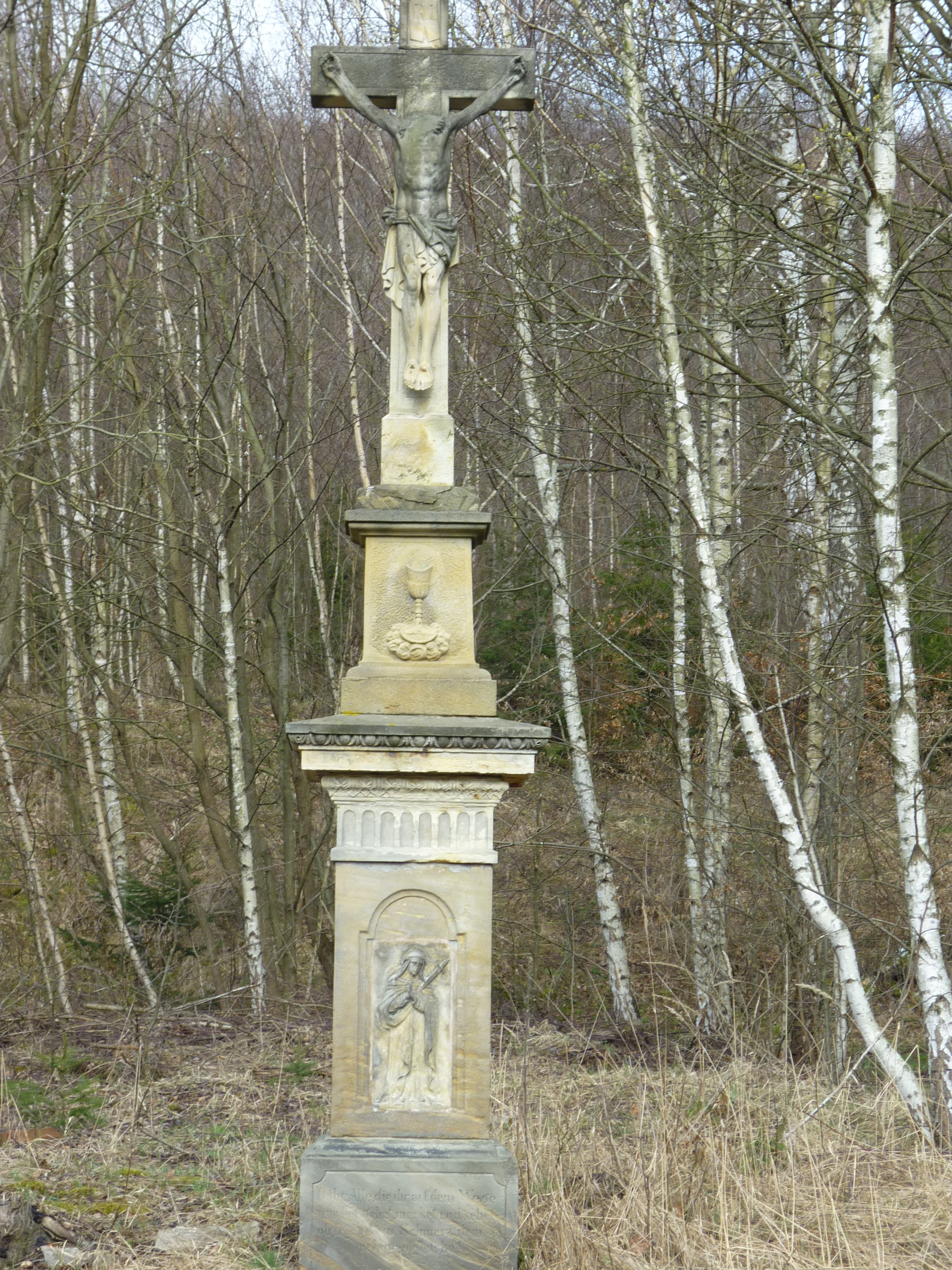
Torzo kříže v Kyjanicích
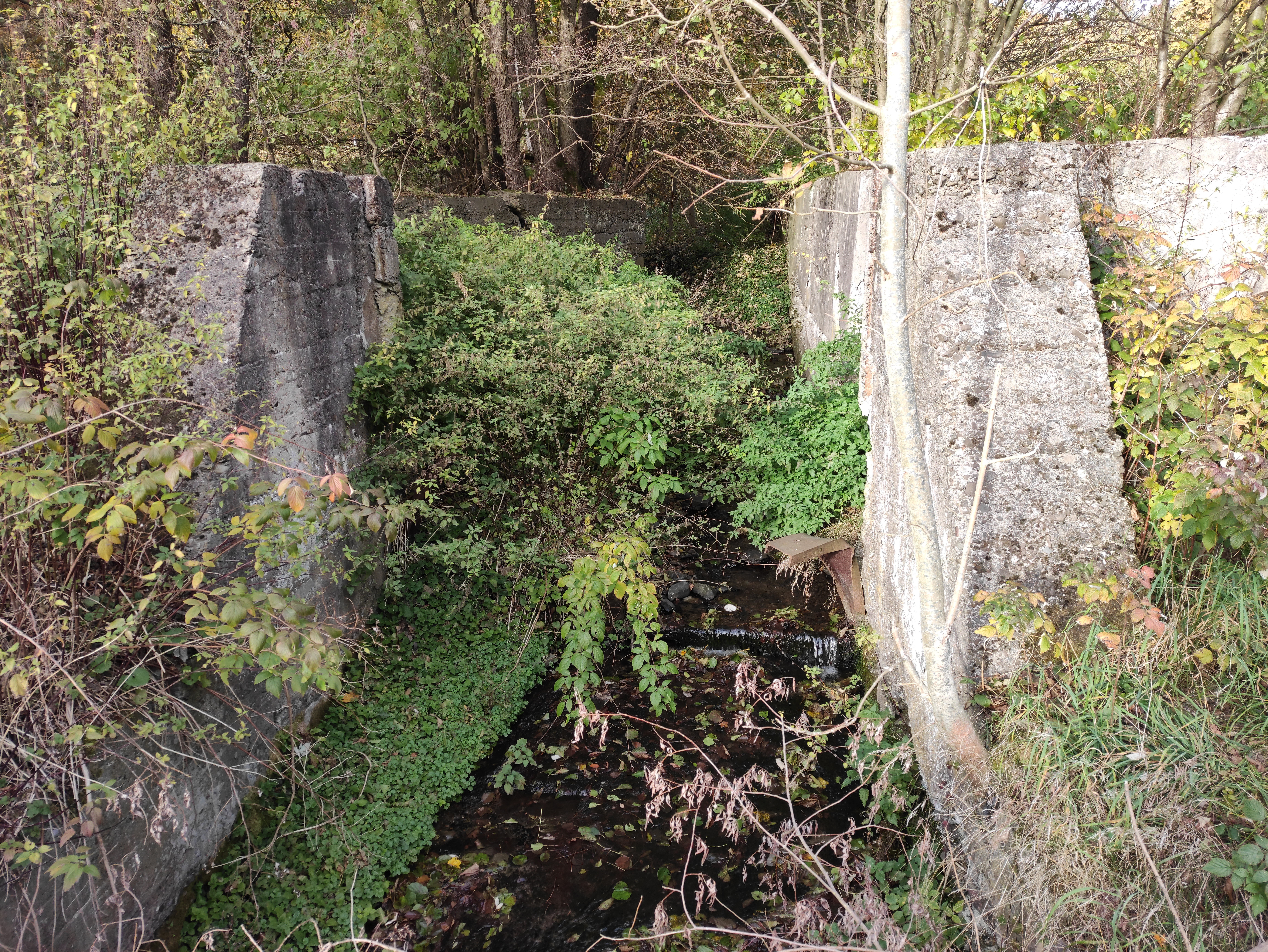
Zaniklé vodní dílo v Kyjanicích